# Carl Ludwig Fack
Carl Ludwig Fack (* 9. Juni 1820 in Schmalkalden; † 7. November 1870 in Gotha) war ein deutscher Kaufmann und Mitglied der kurhessischen Ständeversammlung.

## Leben
Carl Ludwig Fack war ein Sohn des Kaufmanns Johann Siegmund Fack und dessen Ehefrau Elisabeth Margarethe Rommel und in seinem Heimatort als Kaufmann tätig, als er am 17. Dezember 1863 ein Mandat für die Stadt Schmalkalden in der kurhessischen Ständeversammlung erhielt.  
Diese wurde nach den Unruhen im Jahre 1830 zum Zweck der Beratung und Verabschiedung einer Verfassung gebildet und hatte bis 1866 Bestand, als das Land Hessen durch Preußen annektiert wurde.